# Patrick Sharp
Patrick Sharp (Winnipeg, 27 dicembre 1981) è un hockeista su ghiaccio canadese professionista, che gioca nel ruolo di ala destra. Gioca nella National Hockey League con i Chicago Blackhawks, squadra con cui ha vinto la Stanley Cup nel 2010 e nel 2013.

## Carriera

### Gli inizi
La sua carriera iniziò in Ontario nel campionato Thunder Bay.
Dopo una buona carriera a livello giovanile si trasferì negli Stati Uniti per studiare nell'Università del Vermont e nel 2001 fu selezionato nel NHL Entry Draft dai Philadelphia Flyers con la 95ª scelta assoluta.

### Philadelphia Flyers
Nella stagione 2002-2003 Patrick ha giocato sia nella American Hockey League che nella NHL giocando tre partite con i Flyers e 53 partite con 29 punti con i Philadelphia Phantoms.
La stagione successiva (2003-2004) Patrick ha giocato con i Philadelphia Flyers 41 partite con 7 punti totali (5 goal e 2 assist) e 35 partite con i Phantoms con 29 punti (15 goal e 14 assist).
Nella stagione 2004-2005, durante il lockout della NHL, Patrick invece di andare a giocare in Europa scelse di continuare la propria avventura nell'American Hockey League con Phantoms giocando l'intera stagione con 75 presenze e 52 punti totali.
Nello stesso anno i Phantoms andarono nei Playoff e vinsero la Calder Cup e Patrick mise a referto 21 punti in altrettante presenze.
Nel 2005-2006 giocò finalmente in pianta stabile in NHL dove con i Flyers disputò 22 partite prima di essere ceduto ai Chicago Blackhawks.

### Chicago Blackhawks
Verso metà stagione 2005 Patrick insieme al compagno Éric Meloche è stato scambiato ai Blackhawks per Matt Ellison e una terza scelta del Draft 2006.
Con l'arrivo a Chicago in una squadra fondamentalmente giovane Patrick si ritagliò il suo spazio nelle linee offensive disputando 50 partite con 23 punti totali (72 presenze e 31 punti totali fra i due team).
Nel 2007-2008 Patrick esplose definitivamente segnando 36 goal e 62 punti totali in 80 presenze.
Il 17 gennaio 2008 Patrick ha firmato una proroga del contratto di 4 anni fino al 2011-2012.
A inizio stagione 2008-2009 insieme al compagno e difensore titolare Duncan Keith è stato eletto capitano diventando anche la guida dei compagni e future stelle Jonathan Toews, Patrick Kane e Brian Campbell.
Nonostante i tanti infortuni riscontrati nella stagione Patrick ha guidato la linea offensiva della squadra mettendo a segno 44 punti in 61 partite.
La stagione 2008-2009 fu un notevole miglioramento per la squadra di Chicago che si spinse fino alle finali di conference poi perse contro i Detroit Red Wings. In quella Post-season Patrick mise a referto altri 11 punti.
Nella stagione 2009-2010 con l'arrivo della stella Marián Hossa le potenzialità della squadra crebbero notevolmente.
Il 9 giugno 2010 infatti la squadra vinse la Stanley Cup contro i Flyers. Sharp segnò in quella post-season 11 goal e 11 assist in 22 partite.
Il 30 gennaio 2011 ha inoltre vinto il premio MVP All-Star Games segnando 1 goal e 2 assist.
Il 3 agosto 2011 ha nuovamente prolungato il contratto per 5 anni da 29,5 milioni di dollari.

## Vita privata
Patrick ha un fratello maggiore che risiede a Calgary.
Nel 2010 si è sposato con la sua fidanzata Abby, che aveva conosciuto al liceo. Il 9 dicembre 2011 è nata la loro prima figlia di nome Madelyn Grazia.

## Statistiche

### Stagione e Playoff
| 1998–99    | Thunder Bay Flyers    | USHL       | 55  | 19  | 24  | 43  | 48  | 3  | 1  | 1  | 2  | 0  |
| 1999–00    | Thunder Bay Flyers    | USHL       | 56  | 20  | 35  | 55  | 41  | —  | —  | —  | —  | —  |
| 2000–01    | Vermont Catamounts    | HE         | 34  | 12  | 15  | 27  | 36  | —  | —  | —  | —  | —  |
| 2001–02    | Vermont Catamounts    | HE         | 31  | 13  | 13  | 26  | 50  | —  | —  | —  | —  | —  |
| 2002–03    | Philadelphia Phantoms | AHL        | 53  | 14  | 19  | 33  | 39  | —  | —  | —  | —  | —  |
| 2002–03    | Philadelphia Flyers   | NHL        | 3   | 0   | 0   | 0   | 2   | —  | —  | —  | —  | —  |
| 2003–04    | Philadelphia Phantoms | AHL        | 35  | 15  | 14  | 29  | 45  | 1  | 2  | 0  | 2  | 0  |
| 2003–04    | Philadelphia Flyers   | NHL        | 41  | 5   | 2   | 7   | 55  | 12 | 1  | 0  | 1  | 2  |
| 2004–05    | Philadelphia Phantoms | AHL        | 75  | 23  | 29  | 52  | 80  | 21 | 8  | 13 | 21 | 20 |
| 2005–06    | Philadelphia Flyers   | NHL        | 22  | 5   | 3   | 8   | 10  | —  | —  | —  | —  | —  |
| 2005–06    | Chicago Blackhawks    | NHL        | 50  | 9   | 14  | 23  | 36  | —  | —  | —  | —  | —  |
| 2006–07    | Chicago Blackhawks    | NHL        | 80  | 20  | 15  | 35  | 74  | —  | —  | —  | —  | —  |
| 2007–08    | Chicago Blackhawks    | NHL        | 80  | 36  | 26  | 62  | 75  | —  | —  | —  | —  | —  |
| 2008–09    | Chicago Blackhawks    | NHL        | 61  | 26  | 18  | 44  | 41  | 17 | 7  | 4  | 11 | 6  |
| 2009–10    | Chicago Blackhawks    | NHL        | 82  | 25  | 41  | 66  | 28  | 22 | 11 | 11 | 22 | 16 |
| 2010–11    | Chicago Blackhawks    | NHL        | 74  | 34  | 37  | 71  | 38  | 7  | 3  | 2  | 5  | 2  |
| 2011–12    | Chicago Blackhawks    | NHL        | 74  | 33  | 36  | 69  | 38  | 6  | 1  | 0  | 1  | 4  |
| totale NHL | totale NHL            | totale NHL | 567 | 193 | 192 | 385 | 377 | 64 | 23 | 17 | 40 | 30 |